# Uroleucon carlinae
Uroleucon carlinae är en insektsart. Uroleucon carlinae ingår i släktet Uroleucon och familjen långrörsbladlöss. Inga underarter finns listade i Catalogue of Life.